# Fondation du patrimoine filmique colombien
La Fondation du patrimoine filmique colombien (en espagnol, Fundación Patrimonio Fílmico Colombiano), fondé en 1986, est un établissement public colombien chargé de récupérer et de restaurer la production audiovisuelle colombienne.

## Fonds
En 2020, le fonds comprend deux cent mille références, principalement des films et vidéos, mais aussi des photographies et posters. Parmi ces références figurent :
- Films: María 100 años de Amor (1922, considéré comme le premier long-métrage colombien, donc le plus vieux long-métrage du fonds)[3], La tragedia del silencio (1924), Alma provinciana, Bajo el cielo antioqueño (1925)[2].
- Vidéos (fonds particulier Archivo Acevedo) : Actualités sur la guerre colombo-péruvienne de 1932-1933, la cérémonie du premier concours national de beauté (1932), visite et départ de Bogota du chanteur-compositeur Carlos Gardel juste avant qu'il perde la vie dans le vol pour Medellin (1935)[2].

## Publications
La fondation publie sur YouTube une série documentaire de quatorze épisodes sur l'histoire du cinéma colombien de 1897 à nos jours.